# Катехумати
Катехумати је назив за прве и најстарије хришћанске школе. То су првобитно биле школе за одрасле, а касније су са повећањем броја хришћана преузеле улогу образовања деце. Појавиле су се половином другог века наше ере. Пре тог периода није било никаквих хришћанских школа због сталних прогона хришћана, али и због тога што је хришћана у појединим општинама било врло мало, те нису постојали услови за отварање школе. Задатак ових школа био је да припремају људе за приступање у хришћанску заједницу и прихватање хришћанства.
Све до краја другог века није постојала ниједна хришћанска школа за децу. Хришћани су, због тога, или учили своју децу сами, или су им узимали приватне учитеље. Прву хришћанску школу за децу основао је крајем другог века свештеник Протоген у Едеси. Њихов циљ је такође био васпитавати за служење Богу. Било је препорука да се у школи са децом поступа хумано, али се то завршавало на појединачним случајевима и није имало обавезујући карактер.